# Steinkreis von Västra Strö

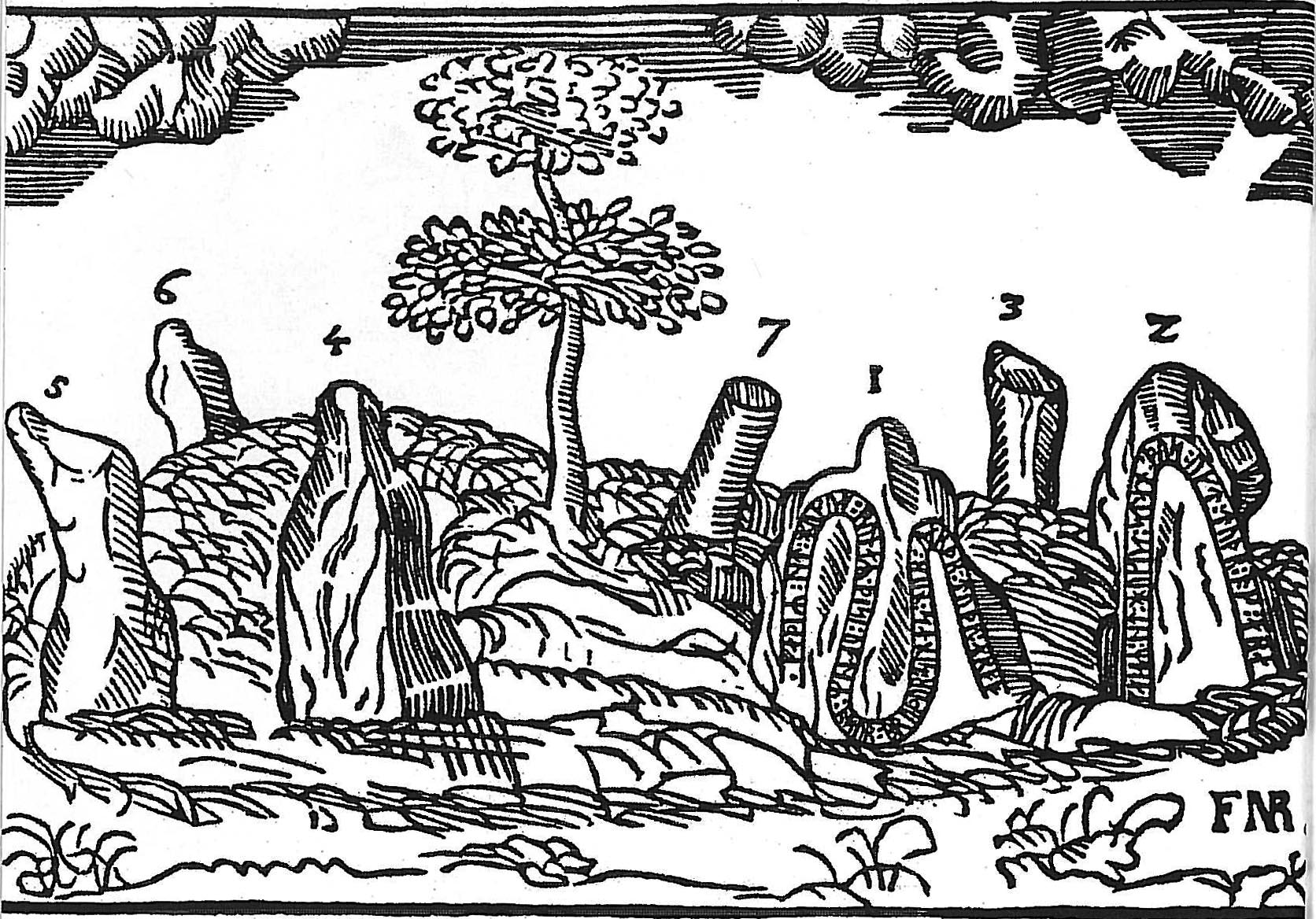
Steine von Västra Strö, 1628, nach Ole Worm

Der Steinkreis von Västra Strö (auch Tulestenarna) ist eine Anlage von sieben aufrecht stehenden Steinen aus der Wikingerzeit (um 850-um 1050) im Kirchspiel Västra Strö, nordwestlich der Stadt Eslöv in der schwedischen Provinz Skåne län.
Die Steine waren in einem Kreis auf einem Hügel angeordnet.

## Runensteine
Zwei der Steine waren mit Runen beschrieben (Västra Ströstenen 1 und 2). Auf einem Stein war dazu auch das Gesicht eines Mannes abgebildet (Maskenstein).
Die Inschriften waren im RAK-Stil, der ältesten Form der Anordnung der Runen angebracht. Dabei wurden die Runen in geraden Textbändern mit geraden Enden eingeritzt, ohne Ornamente oder bildliche Darstellungen.
Die Worte wurden durch Doppelpunkte getrennt. Die Inschriften wurden durch den gleichen Runenmeister erstellt, wahrscheinlich zwischen 960 und 1050.

### Inschriften
DR 334
faþiR : lit : hukua : runaR : þisi : uftiR : osur : bruþur : sin : is : nur : uarþ : tuþr : i : uikiku :
deutsch
Faðir ließ diese Runen ritzen im Gedenken an Özurr, seinen Bruder, der im Norden starb auf Wiking(fahrt).
DR 335
faþiR : lit : hukua : stin : þan(s)i : uftiR : biurn : is : skib : ati : miþ : anum :
deutsch
Faðir ließ diesen Stein ritzen im Gedenken an Björn, der ein Schiff mit ihm besaß.

Runensteine
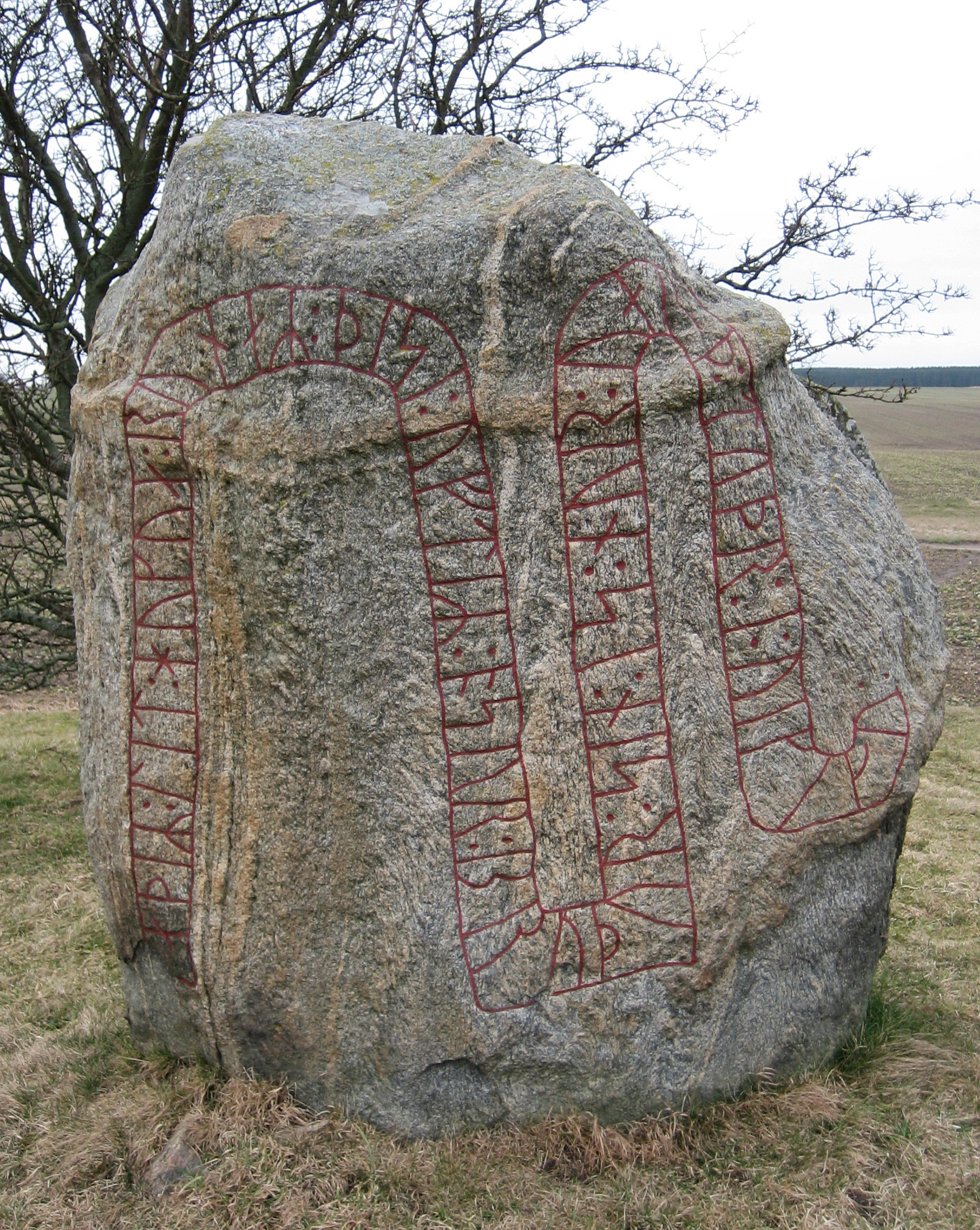
Runenstein DR 334
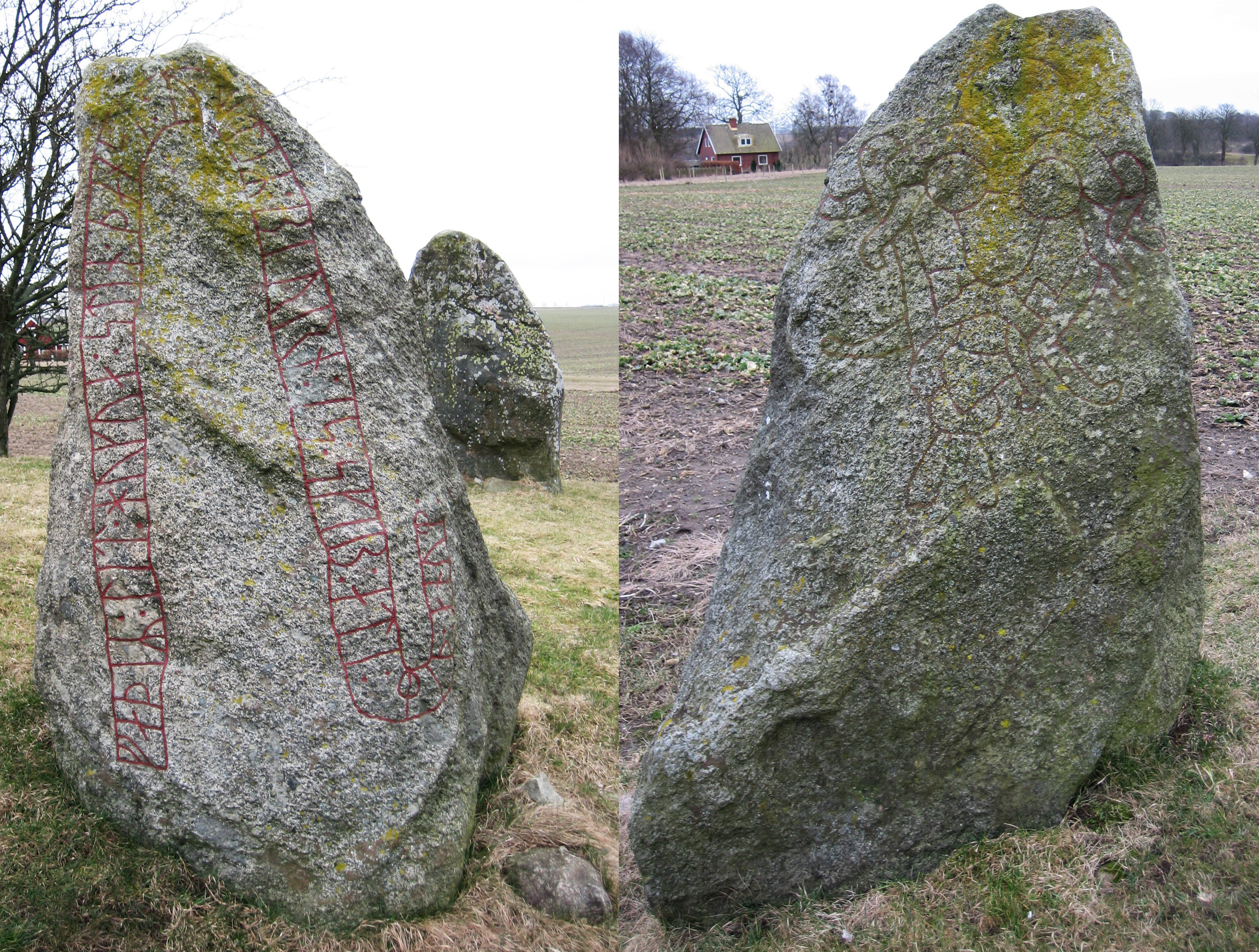
Runenstein DR 335, Inschrift und Maske

## Entdeckungsgeschichte
Die Anlage wurde im 17. Jahrhundert von dem dänischen Antiquar Ole Worm beschrieben, der die Inschriften in gutem Zustand vorfand. Dies war im Jahre 1876 nicht mehr der Fall, als alle Steine mit einer Ausnahme umgefallen waren. Das Denkmal wurde im Jahre 1932 restauriert.
Als die Steine 1932 aufgerichtet wurden, wurde auf dem Runenstein DR 335 die Abbildung der Maske entdeckt. Dieses Motiv ist auch auf einigen anderen  Runensteinen in Schweden und Dänemark zu finden.